# Zenyatta Mondatta
| 전문가 평가                   | 전문가 평가 |
| 평가 점수                     | 평가 점수   |
| 출처                          | 점수        |
| ----------------------------- | ----------- |
| AllMusic                      | [ 1 ]       |
| Chicago Tribune               | [ 2 ]       |
| Christgau's Record Guide      | B           |
| Rolling Stone                 | [ 4 ]       |
| The Rolling Stone Album Guide | [ 5 ]       |
| The Sacramento Bee            | [ 6 ]       |
| Smash Hits                    | 8/10        |
| Sounds                        | [ 8 ]       |
| Tampa Bay Times               | A           |
| Uncut                         | [ 10 ]      |

《Zenyatta Mondatta》(커버 아트에서 《Zenyattà Mondatta》로 스타일 지정)는 1980년 10월 3일, A&M 레코드에 의해 발매된 영국의 록 밴드 폴리스의 세 번째 스튜디오 음반이다. 밴드와 나이절 그레이가 공동 프로듀싱했다.
《Zenyatta Mondatta》는 영국 음반 차트에서 1위, 미국 빌보드 200에서 5위에 올랐다. 히트 싱글 〈Don't Stand So Close to Me〉와 〈De Do Do Do, De Da Da Da〉를 제작했다. 이 음반은 〈Don't Stand So Close to Me〉로 보컬과 함께 두 개의 그래미 어워드 최우수 록 퍼포먼스상을 수상했으며, 〈Behind My Camel〉로 최우수 록 퍼포먼스상을 수상했다.

## 구성
이 음반은 레게와 펑크의 영향을 받았으며 코어 기타, 베이스, 드럼 위에 음악적 요소가 거의 없는 폴리스 초기 시대의 마지막 음반이다.
이 음반에는 〈The Other Way of Stop〉(밥 뉴하트의 "The Driving Instructor" 루틴의 한 줄에서 이름이 붙여짐)과 〈Behind My Camel〉이라는 두 가지 기악이 있다. 〈Behind My Camel〉은 기타리스트 앤디 서머스의 첫 번째 자작곡이었다. 베이시스트이자 보컬인 스팅이 연주를 거부하자, 서머스는 기타 부분을 오버더빙하면서 베이스 라인을 직접 녹음했다. 스팅에 따르면, "저는 그 노래가 너무 싫어서 어느 날 스튜디오에 있을 때, 테이블 위에 테이프가 놓여 있는 것을 발견했습니다. 그래서 저는 그것을 스튜디오 뒤에 가지고 가서 정원에 묻었습니다." 나이절 그레이는 제목이 서머스의 농담이라고 믿었다. "그는 나에게 이것을 직접 말하지 않았지만 나는 98% 확신합니다. 낙타 뒤에서 무엇을 찾을 수 있을까요? 기념비적인 쓰레기 더미입니다."
〈Bombs Away〉는 나이절 그레이가 방금 수지 앤 더 밴시스와 함께 사용한 테이프에 녹음되었다. 스튜어트 코플랜드는 "그가 처음 그의 홈 스튜디오를 설립했을 때 그는 수지 앤 더 밴시스의 물건들이 포함된 많은 중고 테이프를 손에 넣었습니다. 〈Bombs Away〉는 수지 앤 더 밴시스의 백 트랙에 쓰여졌습니다. 저는 드럼 패턴을 바꾸기 위해 속도를 바꾸고 EQ에 작업을 했습니다. 그래서 책상으로 제 노래를 틀 수 있고, 스위치를 누르면 수지가 노래를 부르고 있습니다."
《Zenyatta Mondatta》는 또한 밴드의 가사가 정치적인 사건으로 바뀌는 것을 보았고, 스팅의 〈Driven to Tears〉는 가난에 대해 언급했고, 코플랜드의 〈Bombs Away〉는 소련의 아프가니스탄 침공을 언급했다. 이러한 주제들은 폴리스의 다음 음반인 《Ghost in the Machine》에서 더 널리 퍼졌다.

## 발매
《Zenyatta Mondatta》는 영국 음반 차트에서 1위로 데뷔했고 4주 동안 차트 1위를 유지했다.  이 음반은 호주에서도 1위를 차지했다. 미국에서, 빌보드 200 차트에서 거의 3년을 보냈고 5위로 정점을 찍었다. 이 음반은 〈Don't Stand So Close to Me〉와 〈De Do Do Do, De Da Da Da〉라는 두 개의 싱글을 제작했다. 영국 싱글 차트에서, 전자는 밴드의 3번째 1위가 되었고, 후자는 5위에 올랐다. 이 두 싱글은 또한 미국 빌보드 핫 100에서 밴드의 첫 톱 10 히트곡이 되었고, 둘 다 차트에서 10위로 정점을 찍었다.
A&M 레코드는 1990년 미국에서 콤팩트 디스크 형식으로 발매하기 위해 처음으로 음반을 리마스터드했다. 프랭크 디루나와 마브 본스타인은 1980년의 오리지널 바이닐 LP를 마스터했지만, 그들이 CD도 리마스터드했는지는 불분명하다.

## 곡 목록
모든 곡들은 특별한 언급이 없는 한 스팅에 의해 작사/작곡하였다.
| #  | 제목                                                                         | 작사·작곡         | 재생 시간 |
| -- | ---------------------------------------------------------------------------- | ----------------- | --------- |
| 1. | 〈Don't Stand So Close to Me〉                                               |                   | 4:04      |
| 2. | 〈Driven to Tears〉                                                          |                   | 3:20      |
| 3. | 〈When the World Is Running Down, You Make the Best of What's Still Around〉 |                   | 3:38      |
| 4. | 〈Canary in a Coalmine〉                                                     |                   | 2:26      |
| 5. | 〈Voices Inside My Head〉                                                    |                   | 3:53      |
| 6. | 〈Bombs Away〉                                                               | 스튜어트 코플랜드 | 3:06      |

| #   | 제목                          | 작사·작곡   | 재생 시간 |
| --- | ----------------------------- | ----------- | --------- |
| 7.  | 〈De Do Do Do, De Da Da Da〉  |             | 4:09      |
| 8.  | 〈Behind My Camel〉           | 앤디 서머스 | 2:54      |
| 9.  | 〈Man in a Suitcase〉         |             | 2:19      |
| 10. | 〈Shadows in the Rain〉       |             | 5:04      |
| 11. | 〈The Other Way of Stopping〉 | 코플랜드    | 3:22      |

## 인증
| 국가                                                  | 인증        | 판매량/출하량 |
| ----------------------------------------------------- | ----------- | ------------- |
| 오스트레일리아 (ARIA)                                 | 플래티넘    | 100,000       |
| 캐나다 (뮤직 캐나다)                                  | 플래티넘    | 300,000       |
| 프랑스 (SNEP)                                         | 플래티넘    | 400,000*      |
| 독일 (BVMI)                                           | 골드        | 250,000^      |
| 이탈리아                                              | —           | 300,000       |
| 뉴질랜드 (RMNZ)                                       | 플래티넘    | 15,000^       |
| 영국 (BPI)                                            | 플래티넘    | 1,000,000     |
| 미국 (RIAA)                                           | 2× 플래티넘 | 3,000,000     |
| *판매량을 기반으로 한 인증 ^출하량을 기반으로 한 인증 |             |               |